# Foxit PDF Reader
Foxit PDF Reader（フォクスイット PDF リーダー）は、Foxit Softwareが開発・公開しているフリーウェアなPDFビューア。Foxit PDF Editor Android版は同様に無料だが、Microsoft Windows版は有料のPDF作成ソフトである。
旧称、前身は、Foxit PDF Reader Mobile、Foxit Reader、Foxit MobilePDF、Foxit Enterprise Reader、Foxit J-Reader。

## 特徴
PDFの描画に独自エンジンを採用しており、起動の高速化と軽快な動作に寄与している。
PDFの閲覧に必要な機能を全て備え、印刷やフォルダ内PDFファイルの文字列探索もできる。文書内の標準のPDFフォームおよびXFAフォームに、記入やファイルとのデータの読み込み書き出しが可能。選択範囲をカラーマーカーで塗ったように強調するハイライト表示が可能。注釈として、文字列の書き込みおよび図形の描画が可能。しおりの編集が可能。および、それらを保存できる。回覧や共有のための機能が充実している。共有レビューに参加して、コメントやフィードバックを送ることが可能。以上の機能等をソフトウェア本体と無料のアドオンとプラグインにより利用可能で、ビジネス用の有償プラグインも存在する。

## エディション

### Foxit PDF Reader
- Windowsデスクトップ版

対応OS：Windows 7（32ビット、64ビット）以降
対応言語：日本語、英語、オランダ語、フランス語、ドイツ語、イタリア語、ポルトガル語、ロシア語、スペイン語、ポーランド語、朝鮮語
日本語版は窓の杜からも入手できる。日本語のクイックガイドは、日本法人 FoxitJapan のウェブサイトからダウンロードできる。
- Windowsストアアプリ版

対応OS：Windows 10以降
対応言語：中国語、デンマーク語、オランダ語、英語、フィンランド語、フランス語、ドイツ語、イタリア語、日本語、韓国語、ノルウェー語、ポーランド語、ポルトガル語、ロシア語、スペイン語、スウェーデン語
- iOS版
- macOS版
- Chromebook版
- Linux版（古いバージョンのみ）

### Foxit PDF Editor
- Android版

## セキュリティ問題
過去のiOS版において、拒否を選択している場合にも、データを中国のリモートサーバへ送信していた。

## 履歴
詳細な時期は不詳であるが、2004年頃に最初のバージョンをリリースしたとみられる。2005年8月1日の更新で「Foxit Reader」に改称された。

2008年4月24日にバージョン2.3 リリース。タブ機能を含む機能が追加された。その後、2.3 Build 2825 にバッファオーバーランが発見されたが Build 2923 で修正がなされた。
2008年11月20日にバージョン3.0 リリース。サイドパネルが拡張され、サムネイル一覧表示ができるようになった。また、FirefoxにおいてPDFを表示するためのプラグインが同梱された。
2009年6月12日、Foxit Corporation は日本法人を設立し、2009年9月5日から日本における営業活動を開始した。
2010年6月29日、バージョン4.0 リリース。これまで有償版で提供されていたPDFの編集機能が無料化、セキュリティ機能の強化などがなされた。
2010年11月18日、Foxit Readerを完全日本語ローカライズした Foxit J-Reader（バージョン4.2）の配布が開始された。
2011年10月28日、FoxitJapanからFoxit J-Reader Plus 5.0 の配布が開始された。
2013年9月2日、Foxit J-Reader 6.0 をリリース。
2014年2月21日、脆弱性を修正したFoxit Reader 6.1.4 を公開。
2014年9月24日、Foxit Reader 7.0 を公開。
2015年1月23日、Foxit J-Reader 7 を公開。
2015年6月25日、Foxit J-Reader 7.1 をリリース。
2015年8月21日、Foxit J-Reader 7.2 をリリース。
2016年1月20日、Foxit Reader 7.3 を公開。Windows Vista非対応。4件の脆弱性を修正。
2016年12月12日、Foxit Reader 8.1 の Windows向け日本語版を公開。このバージョンで日本語版の名称から「J-」を省き、名称を英語版と統一。
2021年5月25日の更新から、名称を「Foxit PDF Reader」に戻している。
2021年11月1日、Windows 11 に対応した Foxit PDF Reader 11.1 をリリース。

### 受賞歴
- 2010年 - Foxit J-ReaderがVectorの「新着ソフトレビュー執筆者が選ぶベストオンラインソフト」に選定された[26]。
- 2011年 - Foxit Readerが「PC Magazine」の「The Best Free Software」を受ける[27]。